# Radimov
Radimov est un village de Slovaquie situé dans la région de Trnava.

## Histoire
Première mention écrite du village en 1392.

## Démographie

### Évolution de la population
| Année:               | 1994. | 2004.   | 2014.   | 2024.    |
| -------------------- | ----- | ------- | ------- | -------- |
| Nombre de personnes: | 591   | 576     | 574     | 507      |
| Différence:          |       | -2,53 % | -0,34 % | -11,67 % |

| Année:               | 2023. | 2024.   |
| -------------------- | ----- | ------- |
| Nombre de personnes: | 493   | 507     |
| Différence:          |       | +2,83 % |